# Liste der denkmalgeschützten Objekte in Straden
Die Liste der denkmalgeschützten Objekte in Straden enthält die 20 denkmalgeschützten, unbeweglichen Objekte der österreichischen Gemeinde Straden im steirischen Bezirk Südoststeiermark.

## Denkmäler
| Foto |                 | Denkmal                                                                | Standort                                                  | Beschreibung | Metadaten |
| ---- | --------------- | ---------------------------------------------------------------------- | --------------------------------------------------------- | --- | --- |
| BW   | Datei hochladen | Hügelgräberfeld Gatteräcker HERIS-ID: 45355 Objekt-ID: 46649seit 1992  | nördlich Hof bei Straden 70, Gatteräcker Standort KG: Hof | Das Hügelgräberfeld Gatteräcker weist noch über 20 Tumuli mit Höhen von einem Meter bis zu zweieinhalb Metern und Durchmessern von sechs bis zwölf Metern auf. Einige Hügel zeigen deutlich Spuren älterer Grabungen, die frühesten offiziellen Grabungen fanden 1882 statt. Das Gräberfeld entstand in der römischen Kaiserzeit in den ersten nachchristlichen Jahrhunderten. 1990 wurde die Scherbe eines großen römischen Vorratsgefäßes im zentralen Grabungstrichter aufgelesen. | BDA-Hist.: Q38015331 Status: Bescheid Stand der BDA-Liste: 2025-06-30 Name: Hügelgräberfeld Gatteräcker GstNr.: 695/2, 695/3, 185/1                               |
| ja   | Datei hochladen | Ortskapelle HERIS-ID: 60632 Objekt-ID: 72951                           | Grub II 1, bei Standort KG: Grub II                       | | BDA-Hist.: Q38092583 Status: § 2a Stand der BDA-Liste: 2025-06-30 Name: Ortskapelle GstNr.: .42                                                                   |
| ja   | Datei hochladen | Ortskapelle Herz-Jesu HERIS-ID: 60630 Objekt-ID: 72949                 | Standort KG: Krusdorf                                     | | BDA-Hist.: Q38092558 Status: § 2a Stand der BDA-Liste: 2025-06-30 Name: Ortskapelle Herz-Jesu GstNr.: .49                                                         |
| ja   | Datei hochladen | Ortskapelle HERIS-ID: 61472 Objekt-ID: 73887                           | Muggendorf 112, bei Standort KG: Muggendorf               | | BDA-Hist.: Q38095995 Status: § 2a Stand der BDA-Liste: 2025-06-30 Name: Ortskapelle GstNr.: .68                                                                   |
| BW   | Datei hochladen | Mittelalterliche Turmburg Schützenhof HERIS-ID: 60236 Objekt-ID: 72400 | Karla 29, westlich Standort KG: Oberkarla                 | Die Reste der Burg wurden 1984 lokalisiert. Es handelt sich wahrscheinlich um einen im 13. Jahrhundert erwähnten Schützenhof, d.h. einem Grenzwächterposten gegen Ungarn. Es sind keine Mauerrest mehr zu sehen, es handelt sich um einen schmalen Geländesporn, der mit einem Hohlweg mit dem restlichen Berg verbunden ist, und in eine Böschung abfällt, wo sich ein Vorwerk befunden haben dürfte. | BDA-Hist.: Q38091110 Status: Bescheid Stand der BDA-Liste: 2025-06-30 Name: Mittelalterliche Turmburg Schützenhof GstNr.: 115/1, 113, 112, 114, 111, 115/2        |
| ja   | Datei hochladen | Ortskapelle Mariahilf HERIS-ID: 9583 Objekt-ID: 5559                   | Standort KG: Radochen                                     | | BDA-Hist.: Q38040620 Status: § 2a Stand der BDA-Liste: 2025-06-30 Name: Ortskapelle Mariahilf GstNr.: .124                                                        |
| BW   | Datei hochladen | Langenjahn-Hügelgräber HERIS-ID: 8088 Objekt-ID: 4036                  | Langenjahn Standort KG: Schwabau                          | Die Hügelgräber stammen aus römischer Zeit und umfassen ca. 75 Objekte, die in drei Gruppen verteilt sind, wobei die größten eine Höhe von zweieinhalb Metern erreichen. Das Gelände ist durch künstliche Hohlwege stark zerklüftet. Die Hügel sind zu einem großen Teil noch gut erhalten, erste Ergrabungen gab es im Jahr 1889. | BDA-Hist.: Q37994530 Status: Bescheid Stand der BDA-Liste: 2025-06-30 Name: Langenjahn – Hügelgräber GstNr.: 166/1, 167/1, 168, 169/1, 170/1, 170/2, 170/3, 170/4 |
| ja   | Datei hochladen | Bildstock HERIS-ID: 61477 Objekt-ID: 73893                             | Standort KG: Stainz bei Straden                           | | BDA-Hist.: Q38096020 Status: § 2a Stand der BDA-Liste: 2025-06-30 Name: Bildstock GstNr.: 806/6                                                                   |
| ja   | Datei hochladen | Pfarrhof HERIS-ID: 9511 Objekt-ID: 5486                                | Straden 1 Standort KG: Straden                            | Der 1764 erbaute Pfarrhof ist durch einen gedeckten Gang mit der nördlichen Kirchenempore verbunden. Im Hof weist er zweigeschoßige Pfeiler- und Säulenarkaden auf. | BDA-Hist.: Q38038471 Status: § 2a Stand der BDA-Liste: 2025-06-30 Name: Pfarrhof GstNr.: .1/1, 51/1, .1/2 Pfarrhof Straden                                        |
| ja   | Datei hochladen | Kath. Pfarrkirche Mariä Himmelfahrt HERIS-ID: 9507 Objekt-ID: 5482     | Straden 1 Standort KG: Straden                            | Die Pfarrkirche wurde nach dem Brand eines Vorgängerbaus in den Jahren 1469–1472 errichtet und erhielt von 1700 bis 1712 barocke Anbauten. An den zweijochigen Chor schließt in gleicher Breite ein vierjochiges Langhaus an. Der Orgelchor mit Netzrippengewölbe ist spätgotisch, ebenso der untere Teil des Turms an der Nordseite des Chors. Das Glockengeschoß des Turms wurde 1771 aufgesetzt. Der Hochaltar stammt aus der 2. Hälfte des 18. Jahrhunderts; er enthält in der Mitte eine spätgotische Marienfigur.                                                                          | BDA-Hist.: Q20434121 Status: § 2a Stand der BDA-Liste: 2025-06-30 Name: Kath. Pfarrkirche Mariä Himmelfahrt GstNr.: .1/2 Pfarrkirche Straden                      |
| ja   | Datei hochladen | Wehrmauer HERIS-ID: 9508 Objekt-ID: 5483                               | Straden 1 Standort KG: Straden                            | Eine hohe Futtermauer sowie Reste einer Wehrmauer umgeben den Kirchhof, zu dem die Pfarrkirche, die Filialkirche zum hl. Sebastian und der Pfarrhof zählen. Von der alten Kirchhofmauer ist im Nordosten ein 2,20 m hoher Rest mit Schießscharten erhalten. Die Futtermauer an der Ost- und Südseite umfängt die Sebastianikirche und besteht aus Tuffsteinquadern mit Stützpfeilern, an einem befindet sich eine spätgotische Nische, die mit 1521 bezeichnet ist. Die Steinpietà in der gemauerten Ädikula ist mit 1758 bezeichnet. An der Mauer befinden sich biedermeierliche Verkaufsläden. | BDA-Hist.: Q38038342 Status: § 2a Stand der BDA-Liste: 2025-06-30 Name: Wehrmauer GstNr.: .1/3, .1/2 Wehrmauer Straden                                            |
| ja   | Datei hochladen | Brunnen HERIS-ID: 9513 Objekt-ID: 5488                                 | bei Straden 1 Standort KG: Straden                        | Der Brunnen vor dem Pfarrhof ist mit 1547 bezeichnet. | BDA-Hist.: Q38038554 Status: § 2a Stand der BDA-Liste: 2025-06-30 Name: Brunnen GstNr.: .1/1                                                                      |
| ja   | Datei hochladen | Wohn- und Geschäftshaus, Michlbäckhaus HERIS-ID: 9514 Objekt-ID: 5489  | Straden 3 Standort KG: Straden                            | | BDA-Hist.: Q38038593 Status: Bescheid Stand der BDA-Liste: 2025-06-30 Name: Wohn- und Geschäftshaus, Michlbäckhaus GstNr.: .14                                    |
| ja   | Datei hochladen | Wohnhaus, vulgo Hansbäck HERIS-ID: 9515 Objekt-ID: 5490                | Straden 4 Standort KG: Straden                            | | BDA-Hist.: Q38038653 Status: § 2a Stand der BDA-Liste: 2025-06-30 Name: Wohnhaus, vulgo Hansbäck GstNr.: .12/1                                                    |
| ja   | Datei hochladen | Kulturhaus (ehem. Klosterschule) HERIS-ID: 9520 Objekt-ID: 5495        | Straden 60 Standort KG: Straden                           | | BDA-Hist.: Q38038773 Status: § 2a Stand der BDA-Liste: 2025-06-30 Name: Kulturhaus (ehem. Klosterschule) GstNr.: 36/1                                             |
| ja   | Datei hochladen | Ehem. Mesnerhaus HERIS-ID: 9521 Objekt-ID: 5496                        | Straden 60 Standort KG: Straden                           | | BDA-Hist.: Q38038775 Status: § 2a Stand der BDA-Liste: 2025-06-30 Name: Ehem. Mesnerhaus GstNr.: 36/1                                                             |
| ja   | Datei hochladen | Kindergarten, Wirtschaftsgebäude HERIS-ID: 9512 Objekt-ID: 5487        | Straden 87 Standort KG: Straden                           | | BDA-Hist.: Q38038530 Status: § 2a Stand der BDA-Liste: 2025-06-30 Name: Kindergarten, Wirtschaftsgebäude GstNr.: .1/1                                             |
| ja   | Datei hochladen | Kath. Filialkirche hl. Sebastian HERIS-ID: 9509 Objekt-ID: 5484        | Straden 1 Standort KG: Straden                            | Die Filialkirche steht unmittelbar neben der Pfarrkirche im Süden des Kirchhügels. Die Oberkirche ist ein zweijochiger Saalraum mit Kreuzgratgewölbe; sie wurde 1515 an Stelle eines ehemaligen Wehrturms erbaut. Die Unterkirche weist die gleichen Raumverhältnisse auf. | BDA-Hist.: Q1243045 Status: § 2a Stand der BDA-Liste: 2025-06-30 Name: Kath. Filialkirche hl. Sebastian GstNr.: .1/3 Doppelkirche Straden                         |
| ja   | Datei hochladen | Kath. Filialkirche, hl. Florian HERIS-ID: 9510 Objekt-ID: 5485         | Straden 7, neben Standort KG: Straden                     | Um 1650 entstand zunächst ein Kapellenanbau, der den heutigen Chor bildet. 1654–1658 wurde die Filialkirche erweitert, 1678 nach einem Brand wieder hergestellt. Sie besteht heute aus einem dreieinhalbjochigen Langhaus sowie einem eingezogenen Rechteckchor mit quadratischem Turm an seiner Südseite. | BDA-Hist.: Q38038391 Status: § 2a Stand der BDA-Liste: 2025-06-30 Name: Kath. Filialkirche, hl. Florian GstNr.: .10 Saint Florian Church (Straden)                |
| ja   | Datei hochladen | Winzerhaus HERIS-ID: 111017 Objekt-ID: 128792seit 2012                 | Sulzbach 18 Standort KG: Sulzbach                         | | BDA-Hist.: Q37821455 Status: Bescheid Stand der BDA-Liste: 2025-06-30 Name: Winzerhaus GstNr.: 701                                                                |

## Ehemalige Denkmäler
| Foto |                 | Denkmal             | Standort                          | Beschreibung | Metadaten                                                                                             |
| ---- | --------------- | ------------------- | --------------------------------- | ------------ | --- |
| BW   | Datei hochladen | Winzerhaus bis 2010 | Sulzbach 19 Standort KG: Sulzbach |              | BDA-Hist.: Q125364231 Status: Bescheid Stand der BDA-Liste: 2010-06-22 Name: Winzerhaus GstNr.: 697/3 |